# Успенський збірник
Успенський збірник, велика (304 фоліо) зб. текстів для читання кін. 12 — поч. 13 ст. (перев. житія святих з травневого циклу, менше — з ін. місяців, а також казання, гол. Іоана Золотоустого); більшість текстів — перекладені з візант. ориґіналів у Болгарії, деякі, можливо, в Моравії, включно з найстаршим збереженим відписом Житія св. Методія; серед текстів є також найдавніший запис ориґінальних староруських творів («Сказаніе і страсть і похвала св. мученику Бориса і Гліба», Сказаніє чудес Романа й Давида, Житіє Феодосія Печерського). Відкритий О. Бодянським 1855 в Успенському соборі в Москві. Зберігається в Держ. Іст. Музеї в Москві (вид. за ред. С. Коткова 1971). На думку В. Яґіча, А. Соболевського і А. Шахматова та Іін. У.з. виник у Києві (або взагалі в Україні). Мову окремих частин У.з. описували А. Попов (1879), Шахматов (1881), Соболевський (1885), А. Лук'яненко (1907), І. Попова (1913), Р. Айтцетмюллер (1970) та ін.